# Lorca Féminas Asociación Deportiva
El Lorca Féminas Asociación Deportiva fue un club de fútbol femenino de España de la ciudad de Lorca en la Región de Murcia. Fue fundado en 2010 y desapareció en 2021

## Historia

### Fundación y primeros pasos
El club se fundó en el verano de 2010 como Lorca Féminas Asociación Deportiva, completamente independiente de los demás clubes de la ciudad, impulsado por Fabrizio Natale y Blasa Ruiz. siendo el primer presidente Antonio Peralta (2010-16), siendo sustituido por la actual presidenta Maria Teresa Martínez.
El club compite en la Liga Autonómica Femenina de la Región de Murcia 2010/11, quedando campeón de la categoría y consiguiendo el ascenso a la Segunda División Femenina de España. En su primera temporada en la categoría de plata el Lorca Féminas no consigue la permanencia, finalizando la campaña en 12.ª posición en el Grupo VII y descendiendo de nuevo a Liga Autonómica. De vuelta en Liga Autonómica el Lorca Féminas vuelve a conseguir el ascenso en 2013, alzándose de nuevo con el título de campeón de la categoría. La temporada 2013/14 es una campaña histórica para el club, pues logra conseguir un 9.º puesto en el Grupo VII de Segunda División consiguiendo así la permanencia. Terminada la temporada, el 26 de mayo de 2014, se anuncia el acuerdo de afiliación/patrocinio entre el CF Lorca Deportiva y el primer equipo el Lorca Féminas AD por el cual el equipo femenino compite con el escudo y nombre y equipación de Lorca Deportiva Féminas.
En esa misma temporada, el Club consigue su mejor clasificación consiguiendo la 2.ª posición y jugando los playoff para ascender a 1.ª División. Hecho histórico en Murcia al ser el 1.er Club en conseguir tan difícil reto.
En 2016 el Club se desvincula del acuerdo de afiliación con el Lorca Deportiva, ya que en ningún momento perdió su autonomía.

### La Escuela
A los dos años de su fundación, el Club se plantea la creación de una Escuela de Fútbol Femenino en Lorca. Sus primeras convocatoria fueron de 5 niñas, la 2.ª de 10 y se consiguió comenzar la temporada 2012/13 con 12 niñas, suficientes para empezar su andadura y sus primeros encuentros amistosos.

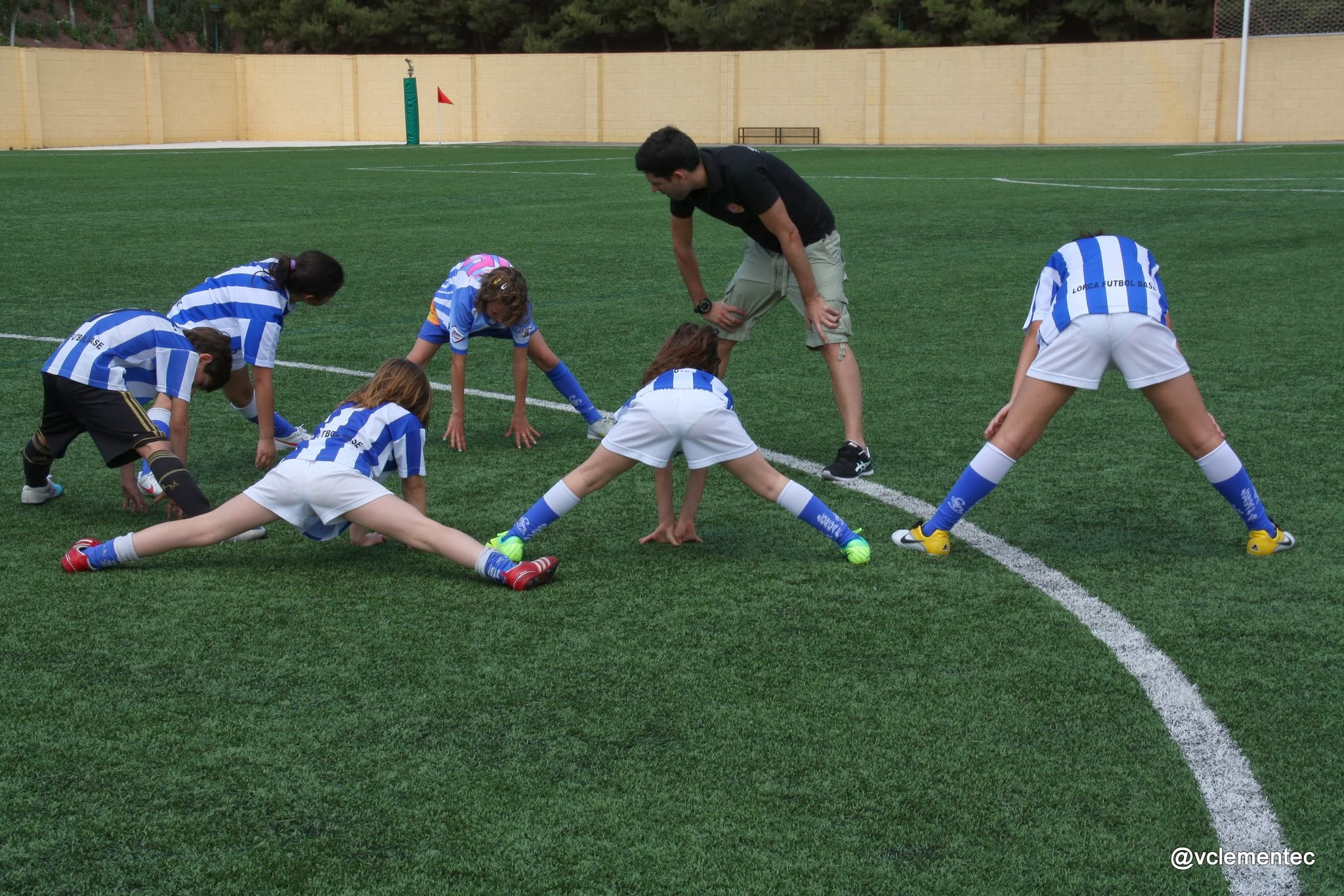

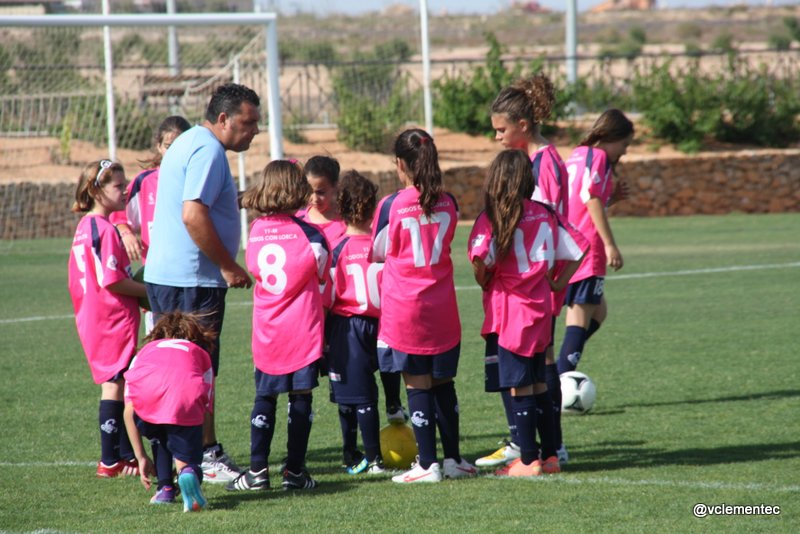

En la temporada 2016/17 se cuenta con una cantera de más de 70 niñas; Lorca Féminas 'B' jugando liga autonómica, Lorca Féminas 'C' jugando Liga Alevín/Infantil/Benjamín y la Escuela Lorca Féminas para las más pequeñas antes de iniciarlas en la competición.

## Símbolos

### El Escudo
|  |  |  |
|  |  |  |

El escudo del Club ha ido evolucionando de forma paralela al momento deportivo que están desarrollando. Inicialmente se realizó un escudo por los fundadores del Club, que se mantuvo hasta el acuerdo de afiliación con el Lorca Deportiva Féminas, que usaba el que más ha sido utilizado en los distintos Lorcas, pero con distintivo dorado inidicando que era el Féminas.
En el 2016/17, al terminar el acuerdo de afiliación con el Lorca Deportiva, se mantiene en formas el más utilizado e identificativo de la ciudad, pero con el texto LORCA FEMINAS ASOCIACION DEPORTIVA y con el distintivo FEMINAS blanco sobre rectángulo rosa para diferenciarlo claramente del de Lorca Deportiva Masculino.
En la temporada 2016/17, el principal patrocinador es Sakata-Ibérica y se asocia el escudo que la Junta Directiva elegida en 2016, junto al Brócoli, pasando a usar el nombre deportivo Brócoli Mecánico Lorca Féminas y asociando el 'Brocolito' a su escudo:

### El Himno
Fue compuesto por la canta autora Eli Poveda que en la primera temporada era jugadora del equipo.

### Evolución del uniforme titular
| 2010 - 2014 | 2014 - 2015 | 2015 - 2016 | 2016 - |

## Datos del club

### Trayectoria histórica
| Nivel | Temporada | Categoría        | Posición |
| ----- | --------- | ---------------- | -------- |
| III   | 2010-11   | Liga Autonómica  | 1.º      |
| II    | 2011-12   | Segunda División | 12.º     |
| III   | 2012-13   | Liga Autonómica  | 1.º      |
| II    | 2013-14   | Segunda División | 9.º      |
| II    | 2014-15   | Segunda División | 8.º      |
| II    | 2015-16   | Segunda División | 2.ª      |
| II    | 2016-17   | Segunda División | 11.ª     |

## Palmarés

### Torneos regionales
- 2 Ligas Autonómicas: 2010-11, 2012-13